# S/2003 J 2
S/2003 J 2 — нерегулярный спутник Юпитера.

## Открытие
S/2003 J 2 был обнаружен 5 февраля 2003 года группой астрономов из Гавайского университета под руководством Скотта Шеппарда и Дэвида Джуитта. Спутник пока не получил официальное название.

## Орбита
S/2003 J 2 совершает полный оборот вокруг Юпитера на расстоянии в среднем 29 541 000 км за 979 дней, 23 часа и 46 минут. Орбита имеет эксцентриситет 0,2255. Наклон ретроградной орбиты 160,638°. Не принадлежит ни к одной группе спутников, которые вращаются на общей орбите вокруг Юпитера. Граница гравитационного влияния Юпитера определяется сферой Хилла, радиус которой определяется формулой {\displaystyle \approx a_{j}{\sqrt[{3}]{\frac {m_{j}}{3M_{s}}}}}. При этом {\displaystyle a_{j}} и {\displaystyle m_{j}} большая полуось эллипса и масса Юпитера, а {\displaystyle M_{s}} масса Солнца; таким образом получается округлённо 52 млн км. S/2003 J 2 на эксцентрической орбите удаляется от Юпитера на расстояние до 36 млн км. Следовательно, вполне возможно обнаружить ещё более далёкие спутники Юпитера.

## Физические характеристики
Диаметр S/2003 J 2 составляет в среднем около 2 км. Плотность оценивается 2,6 г/см³. Предположительно состоит из силикатных пород. Очень тёмная поверхность имеет альбедо 0,04. Звёздная величина равна 23,2m.